# 荒井敦史
荒井 敦史（あらい あつし、1993年5月23日 - ）は、日本の俳優。男性俳優集団D2およびD-BOYSの元メンバーである。

## 略歴
2008年、中学3年生の時に第21回JUNONスーパーボーイコンテストにてビデオジェニック賞を受賞。
2009年、中学3年生の終わりに前述のコンテストがきっかけで芸能界入り。同年7月、俳優集団D-BOYSの弟分であるD2のメンバーになる。
2011年、D2総出演の映画『ポールダンシングボーイ☆ず』にて主演を務める。撮影中より同作監督の金子修介に「次の作品にも出てもらう」と指名を受け、同年公開の『メサイア』の主演に選ばれる。以後、多数の映画で主演を務める。
2013年10月、D2がD-BOYSに加入し、D-BOYSメンバーとなる。
2017年、500人近い候補者の中から『水戸黄門』格さんこと渥美格之進役に抜擢される。以後、数多くの時代劇に出演する。
2023年3月31日　ワタナベエンターテインメントとの契約を終了し、D-BOYSも卒業した。

## 出演

### 映画
- ポールダンシングボーイ☆ず（2011年）- アツシ 役
- メサイア（2011年）- 主演[4]・海棠鋭利 役
- アントキノイノチ（2011年）- 安田 役
- 仮面ライダー×仮面ライダー フォーゼ&オーズ MOVIE大戦MEGA MAX（2011年）- 湊ミハル / 仮面ライダーアクア 役
- ライフ・イズ・デッド（2012年）- 主演[6]・赤星逝雄 役
- リアル鬼ごっこ 新三部作 - マサハル 役
  - リアル鬼ごっこ3（2012年）
  - リアル鬼ごっこ4（2012年） - 主演[7]
  - リアル鬼ごっこ5（2012年）
- ガチバンシリーズ - 紅井レオ 役
  - ガチバン WORST MAX（2012年）
  - ガチバン TRIBAL（2012年） - 主演
  - ガチバン スプレマシー2（2013年） - 主演
  - ガチバン クロニクル（2014年）
  - ボーダーライン（2017年）
- 悪の教典（2012年）- 加藤拓人 役
- コトコトコトコ（2014年）-　ユウヤ 役
- 脳漿炸裂ガール（2015年）- 久保賀大治 役
- ズタボロ（2015年）- ヤッコ 役
- KIRI-『職業・殺し屋。』外伝- （2015年）- ケイ 役
- 真田十勇士（2016年）- 三好伊三 役
- 笑う招き猫（2017年）- 大島洋次 役
- ちょっとまて野球部!（2018年）- 晴見春雄 役
- 神さまの轍-CHECKPOINT OF THE LIFE-（2018年2月公開）- 主演・佐々岡勇利 役　※ 岡山天音とダブル主演 [8]
- 居眠り磐音（2019年5月17日公開）- 品川柳次郎 役
- 夏の夜空と秋の夕日と冬の朝と春の風『ナツヨゾラ』（2019年10月25日公開）- 吉村先生 役
- HiGH&LOW THE WORST（2019年10月4日公開） - 志田健三 役
  - HiGH&LOW THE WORST X（2022年9月9日公開）[9] - 志田健三 役
- 信虎（2021年11月）- 武田勝頼 役
- ロード・オブ・ONARI 〜未来へつなぐ想い〜（2022年1月17日公開、YouTube、川口宿 鳩ヶ谷宿 日光御成道まつり実行委員会）- 堀田 役

### テレビドラマ
- 経済ドキュメンタリードラマ ルビコンの決断 第23回「石川遼を獲得せよ! 〜知られざる大逆転 ヨネックスの決断〜」（2009年10月8日、テレビ東京）- 石川遼 役
- タンブリング（2010年4月 - 6月、TBS）
- 忠臣蔵〜その男、大石内蔵助（2010年12月25日、テレビ朝日） - 橋本平左衛門 役
- ドラマスペシャル 濃姫（2012年3月17日、テレビ朝日）- 斎藤喜平次 役
- ハイスクール歌劇団☆男組（2012年10月6日、CBC）- 野々村迅 役
- Dr.DMAT 第9話（2014年3月6日、TBS）- 黒川隼人 役
- Breed in 10 hours（2014年1月24日、朝日放送）- 主演 高城真治 役
- GTO（2014年7月 - 9月、関西テレビ）- 遊沢亮斗 役
- フラガールと犬のチョコ（2015年3月11日、テレビ東京）
- PANIC IN 第2話（2015年4月17日、BSスカパー）- 坂田向 役
- ナイトヒーロー NAOTO 第8話（2016年6月10日、テレビ東京）- 遼平 役
- 絶狼-ZERO- -DRAGON BLOOD- 第3話（2017年1月20日、テレビ東京）- ジュン 役
- 笑う招き猫（2017年3月22日 - 4月12日、TBS）- 大島洋次 役
- 下北沢ダイハード 第8話（2017年9月8日、テレビ東京）- ゆうじ 役
- 水戸黄門（BS-TBS / C.A.L）[10]
  - 水戸黄門 (BS-TBS版)（2017年10月4日 - 12月6日、2019年5月19日 - 8月11日） - 渥美格之進 役
  - 第1シリーズ (第44部) 第3話「旅籠で格さん瓜二つ -福島-」（2017年10月18日）※一人二役
- モブサイコ100 （2018年1月18日 - 4月5日、テレビ東京）- 花沢輝気 役
- トドメの接吻 第7話・第8話（2018年2月18日・25日、日本テレビ）- 鮫島久二雄 役
- ラストチャンス 再生請負人（2018年7月16日 - 9月3日、テレビ東京） - 山根潤平 役
- I’’s 第11話 - 最終話（2019年4月12日 - 26日、BSスカパー!）- 石川賛吾 役
- デジタル・タトゥー（2019年5月18日 - 6月15日、NHK総合）- 小西達也 役
- サ道シリーズ（テレビ東京）- 赤井 役
  - サ道（2019年7月20日 - 10月5日）
  - サ道〜2021年冬 東京の空の下、少し離れてととのう〜（2021年2月14日）
  - サ道2021（2021年7月10日 - 9月24日）
  - サ道〜2022年冬 小さな幸せを胸にととのう〜（2022年12月25日）
- 仮面ライダージオウ EP44 - EP46（2019年7月21日 - 8月4日、テレビ朝日）- 湊ミハル / 仮面ライダーアクア 役[11]
- まだ結婚できない男（2019年10月8日 - 12月10日、関西テレビ）- 丸山裕太 役
- 大河ドラマ「いだてん〜東京オリムピック噺〜」 第40話（2019年10月27日、NHK大河ドラマ) - 東博彦 役
- 貴族誕生 -PRINCE OF LEGEND- 第2話・第3話（2019年12月5日・12日、日本テレビ）- 冬木 役
- BS-TBS開局20周年記念ドラマ「伴走者」（2020年3月15日、BS-TBS）ｰ 高見沢塁 役
- スーパープレミアム「柳生一族の陰謀」（2020年4月11日、NHK BSプレミアム）- 徳川忠長 役
- ポリス×戦士 ラブパトリーナ! 第9話（2020年9月20日、テレビ東京）- 犬野守 役
- ドラマスペシャル「はぐれ刑事三世」（2020年10月15日、テレビ朝日）‐ 玉瀬壮太 役
- 七人の秘書 第4話（2020年11月12日、テレビ朝日）- 役映子を襲った暴漢 役
- BS時代劇「大岡越前6」第6話（2022年6月17日 、NHK-BSプレミアム）- 長吉 役
- 遺留捜査 第7シーズン 第7話（2022年8月25日 、テレビ朝日）- 山本仁 役
- 新宿野戦病院 最終話（2024年9月11日、フジテレビ）- 反社の男性の子分 役

### 舞台
- 華鬼（2010年7月） - 髙槻麗二 役徳川忠長 ２０役
- D-BOYS STAGE 2010 trial-2 ラストゲーム（2010年8月 - 9月） - 別府豊 役
- ハイスクール歌劇団☆男組（2012年9月） - 野々村迅 役
- 朗読劇「デカデカ」（2012年11月25日）
- Dステ 12th「TRUMP」（2013年1月 - 2月） - ジョルジュ 役
- 早乙女太一主演公演 神州天馬侠（2013年4月 / 6月 - 7月） - 山県蔦之助 役
- Dステ 14th「十二夜」（2013年10月） - セバスチャン 役
- コンダーさんの恋〜鹿鳴館騒動記〜（2014年1月） - 瀧大吉 / 瀧廉太郎 役
- 里見八犬伝（2014年10月 - 11月） - 犬田小文吾 役
- Dステ 16th「GARANTIDO」（2015年5月） - 根岸 / 山田昇 役
- Dステ 17th「夕陽伝」（2015年10月 - 11月） - 出雲 役
- 闇狩人（2016年5月 - 6月） - 陣内力 役
- つかこうへい七回忌特別公演「新・幕末純情伝」（2016年6月 - 7月・2017年1月）- 勝海舟 役[12]
- 真田十勇士（2016年9月 - 10月） - 三好伊三 役
- Dステ 20th「柔道少年」（2017年2月） - アライアツシ 役
- 熱海殺人事件 NEW GENERATION（2017年3月5日） - クレヨンしんちゃん 役（ゲスト出演）
- 里見八犬伝（2017年4月 - 5月）-犬飼現八 役
- 戯曲探訪 つかこうへいを読む 2019 春  テキスト「熱海殺人事件」 第２部 俳優たちを交えて朗読による発表会（2019年2月16日・17日、イマジンスタジオ） - 木村伝兵衛・大山金太郎 役
- 水戸黄門（2019年5月5日 - 28日、博多座）- 渥美格之進 役
- 改竄・熱海殺人事件 “ ザ・ロンゲストスプリング ”（2020年3月17 - 30日 /11公演/ 紀伊國屋ホール）- 主演・木村伝兵衛 部長刑事 役
- 巌流島（2020年）- 甲子松 役 (中止)[注 1]
- 制作 山口ちはるプロデュース 「どん底」（2020年８月28日・29日 本多劇場 ／ 8月30日 - 9月6日 Peatixにて配信）- 主演・佐藤直 役
- 紀伊國屋ホール改装前最終公演「熱海殺人事件 ラストレジェンド 〜旋律のダブルスタンバイ〜」（2021年1月14日 - 31日 /12公演(内イベント2公演)/紀伊國屋ホール）- 主演・木村伝兵衛 部長刑事 役（味方良介とのダブルキャスト）[16]
- いとしの儚（2021年3月6日 - 14日 下北沢 ザ・スズナリ / 3月16日 - 31日配信）- 主演・件鈴次郎 役
- FICTIONAL STAGE 「亡国のワルツ」（2021年4月16日 - 29日 あうるすぽっと / 29日2公演は無観客配信) - ヤマモト 役
- 新装紀伊國屋ホールこけら落とし公演「新・熱海殺人事件」（2021年6月10日 - 21日 /7公演/紀伊國屋ホール）- 主演・木村伝兵衛 部長刑事 役
- 虹色とうがらし（2021年8月28日 - ９月5日 あうるすぽっと / ９月5日千秋楽ライブ配信 ・～12日アーカイブ配信) - 麻次郎 役
- 五番目のサリー（2021年10月21日 - 30日 よみうり大手町ホール）- ロジャー・アッシュ医師 役
- 莫逆の犬（2021年12月8日 - 12日 新宿シアタートップス / ディレイ配信 2021年12月25日 - 2022年1月7日）- 主演・一郎 役
- 大阪城天守閣復興90周年記念事業大阪城夢祭「結 －MUSUBI－」（2022年10月15日 - 23日 楽市楽座亭）- 雅ノ海 役
- 巌流島（2023年2月10日 - 3月27日 明治座他全８都市 / 4月1日 - 7日 Huluストア・ PIA LIVE STREAM・ Streaming+にて配信）- 甲子松 役
- パフォーマンスユニットTWT VOL.12「SANADA Ⅺ (サナダイレブン)」(2023年6月9日 - 18日 吉祥寺シアター）- 主演・真田幸村 役
- 50周年記念特別公演「熱海殺人事件 バトルロイヤル 50's」（2023年8月4日 - 20日 /18公演(内イベント2公演)/紀伊國屋ホール）- 主演・木村伝兵衛 部長刑事 役
- ぶたのちょきんばこ 第四回公演「風間四兄弟妹」(2023年9月27日 - 10月1日 テアトルBONBON）- 主演・風間幸一 役
- 水原ゆきプロデュース公演 REPLAY朗読劇「リフレクション」（2023年12月26日 烏山区民会館） - 店長 役（ゲスト出演）
- 朗読劇「朝彦と夜彦1987」（2024年1月11日・13日・14日 渋谷区文化総合センター大和田 さくらホール） - 山田朝彦 役[17]
- TAAC公演「かわりのない」（2024年2月7日 - 12日 新宿シアタートップス　/ 2月19日 - ３月5日 Confetti Streaming Theaterにて配信) - 主演・春日井陽平 役[18]
- 紀伊國屋ホール開場60周年記念特別公演「フォーティンブラス」（2024年3月1日 - 18日 紀伊國屋ホール、23日・24日 AiiA 2.5 Theater Kobe) - 黒沢正美 / ハムレット 役
- 朗読劇「私の頭の中の消しゴム 15th Letter」（2024年4月18日 よみうり大手町ホール）- 浩介 役
- ルール〜「十五少年漂流記」より〜（2024年5月16日 - 26日、よみうり大手町ホール / 6月1日 - 2日、COOL JAPAN PARK OSAKA TTホール）- 主演・ブリアン 役[19][20]
- 紀伊國屋ホール開場60周年記念公演「熱海連続殺人事件 Standard」（2024年7月5日 - 16日 / 9公演 / 紀伊國屋ホール）- 主演・木村伝兵衛 部長刑事 役[21]
- CCCreation Presents 無題シリーズvol.1 リーディング劇「女中たち」Jean GENET（2024年9月20日 - 23日、銕仙会能楽研修所）[22] - 奥様 役
- 藤間勘十郎文芸シリーズ 其の五「其噂妖狐譚」-そのうわさだっきものがたり-（2025年2月11日〈予定〉、京都芸術劇場 春秋座 / 2月18日 - 24日〈予定〉、あうるすぽっと） - 玄奘法師 / 紂王 役[23]
- GORCH BROTHERS PRESENTS「極めてやわらかい道」（2025年3月25日 - 30日、本多劇場）[24]

### オリジナルビデオ
- T-DRAMA「秘密屋」（2014年） - 影野俊樹 役

### その他のテレビ番組
- D2のメシとも!（2011年8月22日 - 9月8日、朝日放送）
- 俳句さく咲く!（2012年4月 - 11月、NHK Eテレ）
- TV・局中法度!（2012年10月 - 2013年3月、テレビ神奈川・千葉テレビ放送・テレビ埼玉・サンテレビジョン）
- 7Days BOYS -ボクタチの超★育成計画-（2015年4月 - 7月、テレビ神奈川・テレビ埼玉・千葉テレビ放送・三重テレビ）
- 趣味どきっ!恋する百人一首 第1回「ベッドイン」（2015年12月7日、NHK Eテレ）
- NHKドキュメンタリー 大江戸 奇跡のロスト・シティー 265年の物語（2019年1月5日、NHK BSプレミアム）- 佐久間長敬 役
- THE突破ファイル（2019年4月25日、日本テレビ）崎陽軒のシウマイ弁当 再現ドラマ
- あの頃からわたしたちは 第２回【俳優同窓会】（2024年6月23日、日本テレビ）

### Webドラマ
- 奇妙物語（2014年、iQIYI）
- 幽☆遊☆白書（2023年、Netflix） - 武威 役

### CM
- バンダイナムコゲームス「スーパーロボット大戦K」（2009年）

## 作品

### DVD
- JUNONスーパーボーイ 荒井敦史（2009年2月）
- D2 the first Message #2 荒井敦史×阿久津愼太郎 "Versus"（2011年11月）